# Markbach (Maisinger Bach)
Der Markbach ist ein etwa 11⁄3 km langer linker Zufluss des Wielinger Bachs, der längstenteils Grenzbach zwischen den Gemeinden Feldafing am rechten und Pöcking am linken Ufer ist.

## Verlauf
Der Markbach  entsteht im Weilmoos, fließt erst ostwärts, dann nordwärts an der Westseite eines namenlosen Weiher vorbei, schließlich nach der Unterquerung der Straße von Wieling nach Aschering nordostwärts. Dann mündet er von links in den Wielinger Bach, der abwärts von dieser Stelle als Weiherbach bezeichnet wird.